# Majid Sattar
Majid Sattar (* 1970 in Duisburg-Rheinhausen) ist ein deutscher Journalist, politischer Redakteur der Frankfurter Allgemeinen Zeitung und Autor.
Sattars Eltern stammen aus dem Irak. Er wuchs am Niederrhein auf und verbrachte ein Austauschjahr in den Vereinigten Staaten. Nach dem Abitur studierte er an den Universitäten Saarbrücken und Freiburg Politikwissenschaft und Geschichte.
Am 26. Juni 2000 wurde Sattar an der Universität Freiburg bei Wolfgang Jäger mit einer Arbeit zur parlamentarischen Kontrolle der amerikanischen Bundesregierung durch den Kongress der Vereinigten Staaten promoviert. Dabei ging er der Frage nach, wie sich das Verhältnis der Staatsgewalten Legislative und Exekutive zueinander entwickelte, nachdem der Supreme Court 1983 wegen Verletzung des Grundsatzes der Gewaltenteilung formalisierte Zusammenarbeit, wie sie bisher intensiv und in Sattars Augen erfolgreich stattgefunden hatte, untersagt hatte (Immigration and Naturalization Service v. Chadha). Sattar kam zum Ergebnis, dass das bisherige Verhältnis durch eine Vielzahl informeller Kanäle ersetzt und damit weitgehend erhalten wurde.
Seine journalistische Laufbahn begann mit einem Volontariat bei der Heilbronner Stimme 1997/98, bei der er anschließend im Politikressort weiterarbeitete und 1999 den Erich-Schairer-Preis erhielt. Im Jahr 2000 ging er zur Frankfurter Allgemeinen Zeitung (FAZ), bei der er in der Online-Redaktion (FAZ.NET) anfing. Seit 2004 ist Sattar für die FAZ Redakteur für Politik, zunächst in Frankfurt am Main, seit 2010 war er in der Parlamentsredaktion in Berlin. Er beschäftigte sich dort hauptsächlich mit dem Auswärtigen Amt und der SPD. Seit 2018 ist Sattar Politikkorrespondent der F.A.Z. für Nordamerika mit Sitz in Washington, D.C.
Im Februar 2009 veröffentlichte Sattar die politische Biographie des damaligen FDP-Vorsitzenden Guido Westerwelle. Darin zeichnete er das Bild eines leidenschaftlichen Kämpfers, aber auch eines Karrieristen: „Ernsthafte Leidenschaft für die Sache und ein innerer Kompass, um den Pfad durch das Kleinklein der Politik zu finden, fehlen ihm. Ihn treibt kein Thema, er treibt Themen.“ Die Frankfurter Rundschau befand, das Buch sei „eine Fundgrube für alle, die Politik als Abfolge prinzipienarmer Intrigen“ sähen. Das Buch stellten Westerwelle und Sattar gemeinsam mit dem damaligen Bundesaußenminister – dem direkten Amtsvorgänger sowie -nachfolger Westerwelles – Frank-Walter Steinmeier und in Anwesenheit Hans-Dietrich Genschers vor. Es wird teils auch in wissenschaftlichen Veröffentlichungen, besonders beim Thema informeller Politik, zitiert.
Majid Sattar ist verheiratet und hat einen Sohn.

## Werke
- Formale und informale Politik. Wandlungen des Legislativ-Exekutiv-Verhältnisses am Beispiel der parlamentarischen Kontrollfunktion im amerikanischen Regierungssystem (= Ordo politicus. Bd. 36). Duncker & Humblot, Berlin 2001, ISBN 3-428-10437-4 (zugleich Dissertation, Universität Freiburg im Breisgau, 2000).
- „… und das bin ich!“ Guido Westerwelle: Eine politische Biografie. Olzog, München 2009, ISBN 978-3-7892-8303-1 (Vorschau).

## Belege
1. ↑  Verlagsinformation. In: Südwestdeutscher Bibliotheksverbund, abgerufen am 8. November 2015.
2. ↑  Auszeichnungen. In: Stimme-Medien.de.
3. ↑  Majid Sattar: „… und das bin ich!“ Guido Westerwelle: Eine politische Biografie. S. 125 f.
4. 1 2  Thomas Kröter: Guido Westerwelle: Adrett und bei Inhalten leidenschaftslos. In: Frankfurter Rundschau, 13. Februar 2009.
5. ↑  Jan Treibel: Formales und informelles Führen und Folgen in Parteien. Ein mikropolitischer Ansatz zur Analyse von internen Entscheidungsprozessen am Beispiel der FDP. In: Stephan Bröchler, Timo Grunden (Hrsg.): Informelle Politik. Konzepte, Akteure und Prozesse. Springer VS, Wiesbaden 2014, S. 323–350 (Vorschau).

| Personendaten    | Personendaten                                         |
| ---------------- | ----------------------------------------------------- |
| NAME             | Sattar, Majid                                         |
| KURZBESCHREIBUNG | deutscher Journalist, politischer Redakteur und Autor |
| GEBURTSDATUM     | 1970                                                  |
| GEBURTSORT       | Duisburg-Rheinhausen                                  |